# Тармо (ледокол, 1907)
«Тармо» (фин. Tarmo) — финский ледокол-памятник, расположенный в городе Котка, считается единственным в мире в своём роде.

## История
Постройка судна была заказана фирме Армстронга правительством Финляндии для обеспечения зимнего судоходства. Закладка и спуск на воду были осуществлены в Ньюкасле-на-Тайне (Великобритания). Подписание контракта состоялось в середине февраля 1907 года, в конце осени начались работы на стапеле, а в первых числах февраля 1908 года ледокол «Тармо» пришёл в Ханко.
Ледокол «Тармо» принимал участие в Первой мировой войне в составе Балтийского флота Российской империи. В ноябре 1917 года судовая команда ледокола встала на сторону Советской власти. В феврале 1918 года ледокол принимал участие в Ледовом походе, обеспечивая проводку боевых кораблей из Ревеля в Гельсинфоргс. В марте был захвачен финскими белогвардейцами.

## Конструкция
Силуэт и конструкция корпуса «Тармо» были идентичны силуэту и конструкции однотипного ледокола «Сампо». Тем не менее, по сравнению с прототипом его размеры выли увеличены на 11 %, водоизмещение на 25 %, а мощность силовой установки — почти на 40 %. Несколько позднее ледокол был перестроен, его носовую рубку расширили и удлинили.
Судно было оснащено одним носовым и одним кормовым винтом. Водоизмещение 2300 тонн, дальность плавания 1460 миль, скорость до 13,5 узлов, длина 67,12 метра, осадка 5,55 метра, мощность каждой из носовой и кормовой паровой машин 2834 кВт, запас угля 385 тонн.